# Пам'ятки монументального мистецтва Турківського району
У Турківському районі Львівської області нараховується 3 пам'ятки монументального мистецтва.
| # | назва | адреса                          | Номер | дата рішення                     |
| - | --- | ------------------------------- | ----- | -------------------------------- |
| 1 | Пам'ятник о. Зубрицькому М., українському вченому-етнографу (ск. Р.Романович, арх. М.Лофій, 1996, бронза, бетон)                | с. Кіндратів, Зубрицький горбок | 1734  | розпорядження № 1039, 06.10.1997 |
| 2 | Пам'ятник Шевченку Т. Г., українському поету і художнику (1962, мармурова крихта, бетон)                                        | м. Турка                        | 896   | Рішення № 183, 05.05.1972        |
| 3 | Пам'ятник Шевченку Т. Г., українському поету і художнику (ск. В.Сиротюк, арх. В.Трохимлюк, 1993, кована мідь, мармурова крихта) | м. Турка, пл. Ринок             | 1735  | розпорядження № 528, 19.07.1995  |
|   | |                                 |       |                                  |

## Джерело
Перелік пам'яток Львівської області [Архівовано 16 вересня 2012 у Wayback Machine.]